# Philautus
Philautus es un género de anfibios anuros de la familia Rhacophoridae propio de la región indomalaya. Algunas de estas especies están consideradas extintas por la UICN, mientras que otras mantienen una población abundante, como la P. abundus, llamada así por este hecho.
La taxonomía de este género es imprecisa, por la gran cantidad de especies pobremente descritas.
Las especies de este género tienen un desarrollo directo, es decir, los renacuajos se desarrollan totalmente dentro del huevo sin pasar por una etapa de renacuajo libre. 
Algunas especies entierran sus huevos en la tierra a pesar de sus naturaleza arbórea, mientras que otras enganchan los huevos a hojas.

## Lista de especies
Se reconocen 51 especies:
- Philautus abditus Inger, Orlov & Darevsky, 1999
- Philautus acutirostris (Peters, 1867)
- Philautus acutus Dring, 1987
- Philautus amoenus Smith, 1931
- Philautus aurantium Inger, 1989
- Philautus aurifasciatus (Schlegel, 1837)
- Philautus bunitus Inger, Stuebing & Tan, 1995
- Philautus cardamonus Ohler, Swan & Daltry, 2002
- Philautus catbaensis[5] Milto, Poyarkov, Orlov & Nguyen, 2013
- Philautus cinerascens (Stoliczka, 1870)
- Philautus cornutus (Boulenger, 1920)
- Philautus davidlabangi Matsui, 2009
- Philautus disgregus Inger, 1989
- Philautus dubius (Boulenger, 1882)
- Philautus erythrophthalmus Stuebing & Wong, 2000
- Philautus everetti (Boulenger, 1894)
- Philautus garo (Boulenger, 1919)
- Philautus gunungensis Malkmus & Riede, 1996
- Philautus hosii (Boulenger, 1895)
- Philautus ingeri Dring, 1987
- Philautus jacobsoni (Van Kampen, 1912)
- Philautus juliandringi Dehling, 2010
- Philautus kakipanjang[6] Dehling & Dehling, 2013
- Philautus kempiae (Boulenger, 1919)
- Philautus kempii (Annandale, 1912)
- Philautus kerangae Dring, 1987
- Philautus leitensis (Boulenger, 1897)
- Philautus longicrus (Boulenger, 1894)
- Philautus macroscelis (Boulenger, 1896)
- Philautus maosonensis Bourret, 1937
- Philautus microdiscus (Annandale, 1912)
- Philautus mjobergi Smith, 1925
- Philautus namdaphaensis Sarkar & Sanyal, 1985
- Philautus nephophilus Dehling, Matsui & Yambun Imbun, 2016
- Philautus nianeae[7] Stuart, Phimmachak, Seateun & Sheridan, 2013
- Philautus pallidipes (Barbour, 1908)
- Philautus petersi (Boulenger, 1900)
- Philautus poecilius Brown & Alcala, 1994
- Philautus refugii Inger & Stuebing, 1996
- Philautus sanctisilvaticus Das & Chanda, 1997
- Philautus saueri Malkmus & Riede, 1996
- Philautus schmackeri (Boettger, 1892)
- Philautus similipalensis Dutta, 2003
- Philautus similis Van Kampen, 1923
- Philautus surdus (Peters, 1863)
- Philautus surrufus Brown & Alcala, 1994
- Philautus tectus Dring, 1987
- Philautus tytthus Smith, 1940
- Philautus umbra Dring, 1987
- Philautus vermiculatus (Boulenger, 1900)
- Philautus vittiger (Boulenger, 1897)
- Philautus worcesteri (Stejneger, 1905)